# Pseudiglyphus grotiusi
Pseudiglyphus grotiusi är en stekelart som beskrevs av Girault 1915. Pseudiglyphus grotiusi ingår i släktet Pseudiglyphus och familjen finglanssteklar. Inga underarter finns listade i Catalogue of Life.